# Nefoskop

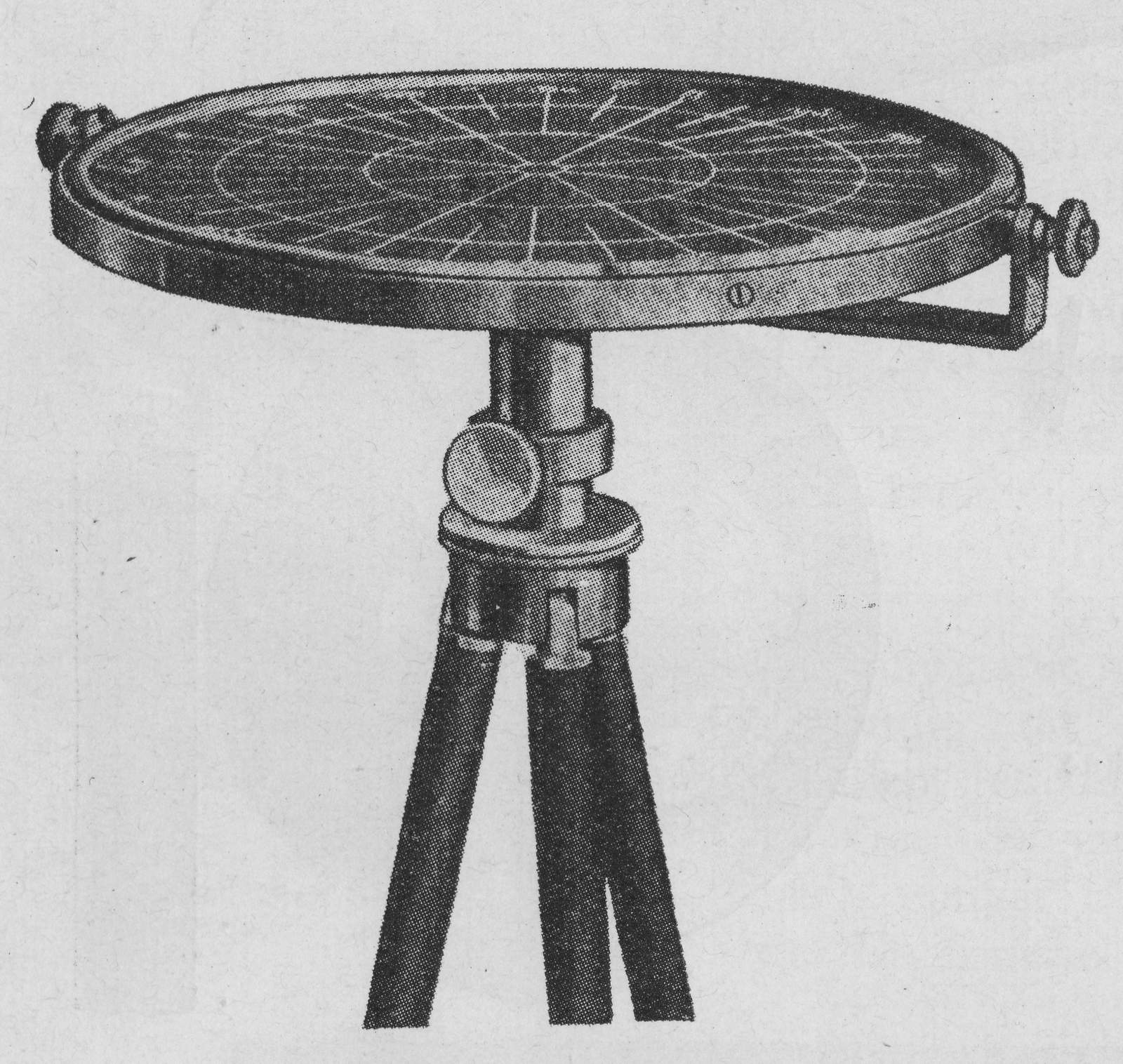
Ett nefoskop.

Nefoskop är ett instrument som tidigare användes för att mäta molnens höjd, driftriktning och hastighet.
Innan radiosonder kom i bruk var nefoskop och studier av pilotballonger enda sättet att studera vindförhållandena ovanför markytan.
Nefoskop har funnits i flera varianter, en av de vanligare var Louis Bessons "molnräfsa" som bestod av en vridbar vertikal stång, på vilken anbragts en tvärslå, försedd med spetsar på lika avstånd från varandra. Räfsan var vridbar i 90 grader för att kunna och en lätt identifierbar punkt på molnen observerades och den tid det tog för molnet att röra sig från en spets till en annan. Utifrån observatörens position kunde molnens riktning och hastighet avläsas.
Ett av Gottfrid Fineman konstruerat nefoskop bestod i stället av en rund obsidianspelgel, i vilken ristats sträkt som bildar radier och koncentriska cirklar. Nils Ekholm konstruerade en spegelnefoskop med avlång horisontal spegel, försedd med parallella tvästreck och vridbar kring sin axel, annars avläsbar som Bessons räfsa. Denna variant utnyttjades bland annat vid Salomon August Andrées expeditioner 1896 och 1897.